# Jampäl Geleg Gyatso
(Ngawang) Jampal Geleg (Gyatso), ook wel Jampal Delek of Jamphel Yeshi (1722 - 1 maart 1777) was een Tibetaans tulku en politicus. Hij was de zesde demo rinpoche. Van 1757 tot zijn dood in 1777 was hij de eerste regent van Tibet die de dalai lama verving tijdens diens kinderjaren en jeugd.

## Levensloop
Jampal Geleg stond aan het hoofd van het klooster Tengyeling in Lhasa, toen de kashag besloot tijdens de jeugd van de achtste dalai lama niet zelf te regeren, maar een regent aan te wijzen. Hierdoor werd Geleg de eerste regent van Tibet die de dalai lama tijdens diens kinderjaren en jeugd zou vervangen. Hij was uiteindelijk regent van 29 april 1757 tot zijn dood in 1777.
De achtste dalai lama werd gevonden in Thopgyal in de provincie Tsang en werd op zijn leeftijd van vier jaar door de regent in 1762 naar Lhasa gebracht. Daar ontving hij de naam Jampäl Gyatso van de zesde pänchen lama. Van Geleg is bekend dat hij in goed contact stond met de pänchen lama.
Zijn voorganger Gyurme Namgyal regeerde tot 1750. Hij werd in 1777 opgevolgd door de eerste Tsemönling rinpoche, Ngawang Tsültrim.

## Beleid
Bij de Britse Oost-Indische Compagnie stond Jamphel Yeshi bekend om zijn conservatieve houding. Hij stond vijandig ten opzichte van de Tibetaanse relaties met buitenlandse machten en stond onwillend tegenover het openen van Lhasa voor bezoekers vanuit India. Dit was te danken aan de Qing-invloed in Lhasa via het Bureau van de ambans die er gevestigd was.
Tot zijn regentschap was het voor officiële delegaties op een lange reis door Tibet zodanig geregeld, dat kosteloos in alle paarden, voer en dragers werd voorzien door de bevolking van de regio waar ze doorheen trokken. Onderdanen in de Tibetaanse kloosters waren echter vrijgesteld van deze last. Tijdens het regentschap van Geleg werd deze regel verruimd, door te verplichten dat verversingen ook konden worden gevraagd door enkel het tonen van een machtiging van de kasag, ofwel de regering van historisch Tibet.
De regent ging in op het verzoek van Chinees keizer Qianlong om in de toenmalige Chinese provincie Jehol twee kloosters te bouwen naar een vergelijkbaar ontwerp als het Potala en Tashilhunpo, door Tibetaanse architecten en verschillende lama's en monniken te sturen. Tegen die tijd vielen de Mantsjoe's de Mongoolse stam Dzjoengaren aan, waarbij er rond de duizend Mongoolse families naar Rusland dreigden te moeten vluchten. Tibetanen en Mongolen hadden in de geschiedenis nauwe banden met elkaar ontwikkeld en ongeveer vijftig Mongoolse stamleiders droegen een Tibetaanse titel. Vanwege deze gevoeligheid mengde Geleg zich in de onderhandelingen, waarbij hij de Mantsjoes ertoe overhaalde dat de families konden blijven in bepaalde gebieden van hun voormalige territorium.